# پائولو ماینو
پائولو ماینو (انگلیسی: Paolo Maino؛ زادهٔ ۲ مارس ۱۹۸۹) بازیکن فوتبال اهل ایتالیا است.